# Deerfield, New Hampshire
Deerfield este un oraș cu 3,678 loc. (în 2000), situat în comitatul Rockingham County, statul New Hampshire, SUA. La Deerfield are loc anual așa numitul târg "Deerfield Fair".

## Date geografice
După datele actuale de la United States Census Bureau, orașul ocupă suprafața de 135 km2 din care 132 km2 este uscat și 3.6 km2 apă. Cel mai înalt punct al orașului este situat în apropierea frontierei de vest a orașului, el fiind dealul Nottingham cu altitudinea de 410 m deasupra n.m.  Deerfield este străbătut la nord de  râul North Branch, care se varsă în râul Piscataqua.

## Personalități marcante
- Erica Campbell, actriță plaboy